# Valeriu Pasat
Valeriu Pasat (n. 13 iulie 1958, satul Scumpia, raionul Fălești) este un istoric și politician moldovean, care a îndeplinit funcția de ministru al apărării în perioada 1997-1999, în guvernele conduse de Ion Ciubuc și Ion Sturza.

## Biografie
Valeriu Pasat s-a născut la data de 13 iulie 1958 în satul Scumpia din raionul Fălești. A urmat studii la Universitatea de Stat din Moldova (Facultatea de Istorie) și apoi la Academia Diplomatică a MAE al Rusiei. Lucrează apoi ca profesor de istorie. S-a specializat în politica externă și relații internaționale, obținând apoi titlul științific de doctor-habilitat în istorie și apoi pe cel de membru corespondent al Academiei de Științe a Moldovei (2000).
În perioada 1988-1992 lucrează în calitate de colaborator științific superior la Institutul de Istorie din Moldova; fiind în paralel șef al secției ideologie la Comitetul orășenesc Chișinău al Partidului Comunist din Republica Moldova. Între anii 1992-1994 deține funcțiile de consilier și ministru consilier la Ambasada Republicii Moldova din Rusia.
La 26 august 1994, prin decret al președintelui Republicii Moldova, Mircea Snegur, Valeriu Pasat a fost numit în funcția de Ambasador Extraordinar și Plenipotențiar al Republicii Moldova în Federația Rusă. Prin cumul, a deținut și funcția de ambasador în Kazahstan  și Republica Finlanda . La 17 martie 1997, Valeriu Pasat a fost rechemat din funcția de Ambasador Extraordinar și Plenipotențiar al Republicii Moldova în Federația Rusă, Kazahstan și Republica Finlanda.
La 25 ianuarie 1997, Valeriu Pasat a fost numit în funcția de ministru al apărării al Republicii Moldova în guvernele conduse de Ion Ciubuc și Ion Sturza, fiind primul ministru civil al apărării din această țară și membru al Consiliului superior de securitate. La sfârșitul anului 1997, ministrul Pasat a fost decorat, printr-un decret al președintelui rus, Boris Elțîn, cu Ordinul rus "Drujba" (Prietenia). La 11 mai 1999, Lucinschi îl retrage pe Tudor Botnaru (PRCM) din funcția de ministru al Securității Naționale și îl numește pe Valeriu Pasat (BpMDP), din funcția de ministru al Apărării  în fruntea Ministerului Securității Naționale . Noul ministru al apărării a devenit generalul Boris Gămurari.

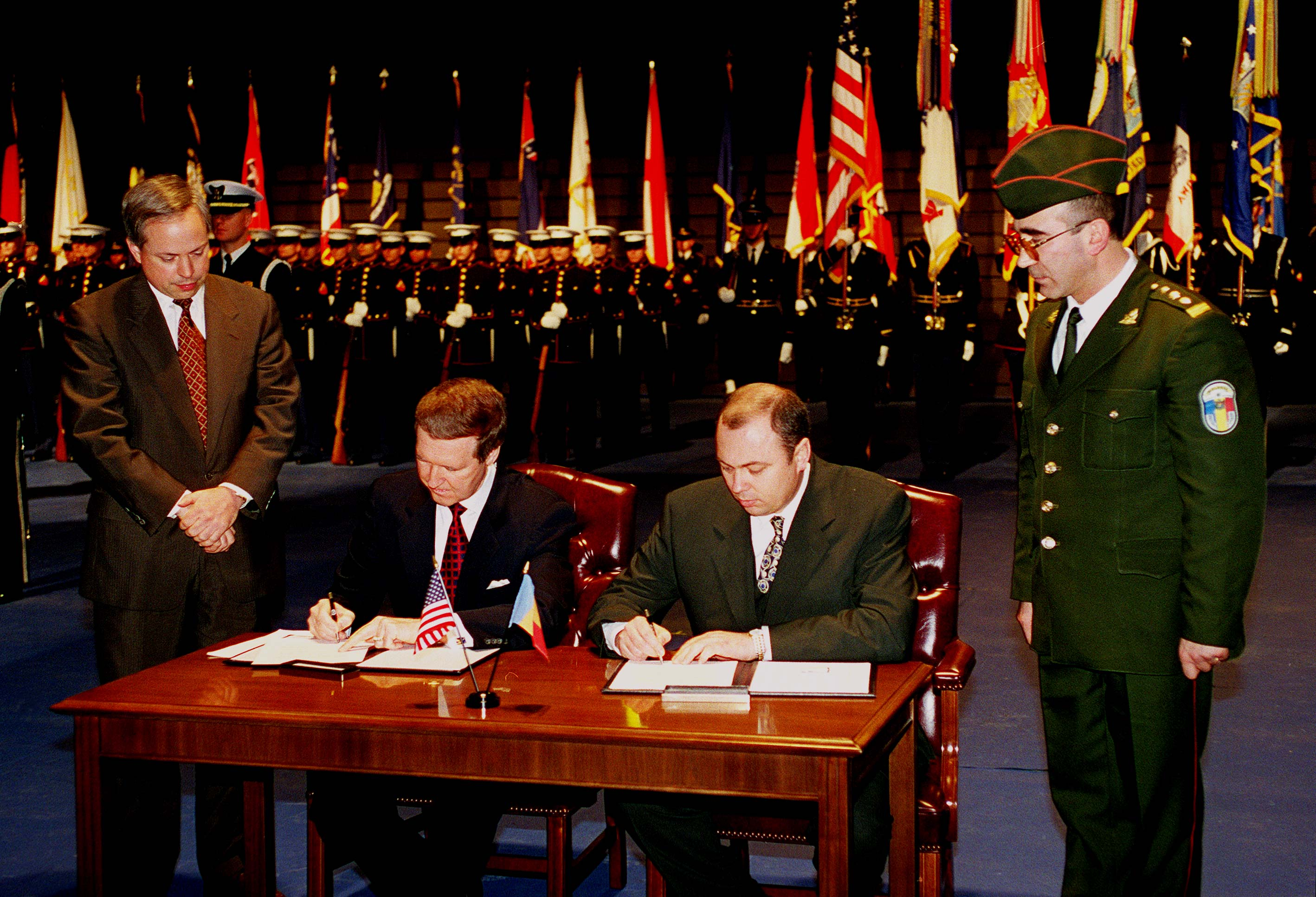
Pasat semnând un acord de cooperare militară cu Secretarul apărării al SUA William Cohen

La 16 noiembrie 1999 prin Legea Republicii Moldova nr.676-XIV, Ministerul Securității Naționale este reorganizat în actualul Serviciul de Informații și Securitate (S.I.S.) al Republicii Moldova. Instituția a fost scoasă din componența Guvernului și subordonată Parlamentului, coordonarea activității ei fiind delegată președintelui Republicii Moldova.
La data de 5 ianuarie 2000, Valeriu Pasat a fost numit în funcția de director al Serviciului de Informații și Securitate al Republicii Moldova. La 21 decembrie 2001, Parlamentul Republicii Moldova l-a eliberat din funcție pe directorul Serviciului de Informații și Securitate, Valeriu Pasat. Președintele Parlamentului, Eugenia Ostapciuc, le-a comunicat deputaților că șeful statului, Vladimir Voronin, a propus legislativului ca directorul SIS-ului să fie înlocuit, fără a se explica motivele acestei propuneri.
După eliberarea sa din funcția de director al SIS, începând cu februarie 2004, Valeriu Pasat a fost angajat consilier pe probleme de relații economice externe al lui Anatoli Ciubais, președintele celui mai mare concern energetic din Rusia, RAO EAS Rossii (РАО "ЕЭС России") .

## Acuzat de delapidare
Pe data de 11 martie 2005, a fost reținut de Procuratura Generală a Republicii Moldova, fiind bănuit în organizarea unei serii de delapidări de proporții a patrimoniului public și militar în perioada exercitării de către acesta a funcțiilor menționate. Valeriu Pasat a fost acuzat că a prejudiciat în anul 1997 bugetul de stat de 53 milioane de dolari SUA, prin comercializarea ilicită a 21 de avioane de tip MiG-29.
La 17 ianuarie 2006, Pasat a fost condamnat de Tribunalul Sectorului Centru din Chișinău la 10 ani de închisoare, făcându-se vinovat de depășirea atribuțiilor de serviciu cu consecințe grave.
Prin hotărârea Curții de Apel din Chișinău din 16 octombrie 2006, au fost retrase ca neconfirmate acuzațiile legate de vânzarea avioanelor MIG-29 și i-a fost redus lui Valeriu Pasat termenul de detenție de la 10 la 5 ani.